# Psihijatrija (glazbeni sastav)
Psihijatrija hrvatski heavy metal sastav iz Splita.

## Općenito
Vođa sastava je Hrvoje Vuco, samouki glazbenik, povremeno angažiran u sastavu Živo blato. Prema riječima Hrvoja Vuce, Psihijatrija je underground bend koji nema određen pravac glazbe, ima punka, metala, rocka i svega pomalo. To je ime je izabrano "jer je sve oko nas psihijatrija".

## Povijest
Djeluju od 2010. godine. Snimili su jedan studijski album koji su objavili 2016. pod etiketom Miner Recordings. Snimili su ga u studiju Chumez, Split. Album su snimili nakon šest godina neuravnoteženih svirki i nakon sedam godina postojanja. Izabrana je inozemna izdavačka kuća zbog lakšeg prihvaćanja alternativnog zvuka i zato što članovi ne žele iskrivljavati svoj glazbeni izričaj zbog ulagivanja glazbenim urednicima radijskih postaja ni izdavačima.Za pjesmu s tog albuma Pit bull fight snimljen je spot. Snimili su ga u nekoliko sati u podrumu stare teretane.

## Članovi
- Ante Madunić Speed, basist
- Hrvoje Vuco Psycho, bubnjevi[5]
- Andrej Katušić Android, gitara
- Nera Dumanić Wild, vokal

## Diskografija
- Psihijatrija, 2016.

## Vanjske poveznice
- (eng.) Psihijatrija, Discogs